# Ramon Calduch i Gimeno
Ramon Calduch i Gimeno (Montcada i Reixac, Vallès Occidental, 5 de novembre de 1928 - Barcelona, 24 de setembre de 2008) fou un cantant català, conegut artísticament com a Ramon Calduch, fou tota una institució de la cançó melòdica barcelonina dels anys seixanta.
Va començar la seva carrera professional el 1948 i es va donar a conèixer als festivals de la Cançó Mediterrània i Cançó de Benidorm. Durant els anys 50 i 60 actuà com a cantant de l'Orquestra Melodia i va ser conegut per cançons com Los gitanos o El viejo frac, i per versions de Beguin the beguine i d'Et maintenant, entre d'altres. Tal era el seu èxit que entre 1959 i 1960 va arribar a gravar 20 discos.
A mitjans dels 60, Calduch va començar a cantar en català, una decisió bastant insòlita i no exempta de riscos per aquells temps. No només va optar per diversificar la seva opció lingüística sinó que no va dubtar a seleccionar
cançons de caràcter nacionalista i, en els seus millors moments de glòria, va popularitzar les seves lletres per sardanes.
Va treballar amb artistes com Rudy Ventura, Josep Guardiola, Sara Montiel i Carmen Sevilla, i va viatjar per Sud-amèrica i Itàlia. Participà en el Festival de San Remo.
El 1965 enregistrà un primer EP en català amb temes de Josep Maria Andreu i Lleó Borrell (Amb una mirada) i altres autors. L'any 1976 publica un LP sota el segell Arty (Ramón Calduch. Les nostres cançons) amb cançons patriòtiques (El cant de la senyera, La balanguera, Parleu bé dels catalans, La puntaire, Sant Jordi Triomfant, etc.), un particular homenatge a la democràcia i al nacionalisme després de la mort del dictador, que va tenir enorme repercussió popular i discogràfica. També va fer teatre: actuà amb Joan Capri a La Reina ha relliscat, i també compartí escena amb Mary Santpere.
Calduch va continuar cantant, ja gairebé sempre en català, i, de tant en tant, va enregistrar àlbums en català de to folklòric. Als 70 anys va començar a tenir problemes de salut i es jubilà al mateix any 1998. L'any 2002 se li va retre un homenatge a la seva localitat natal.